# Щурко Олександр Володимирович
Олександр Володимирович Щурко (нар. 14 березня 1987, Мінськ, СРСР) — білоруський хокеїст, нападник.
Вихованець хокейної школи «Юність» (Мінськ). Виступав за «Юніор» (Мінськ), «Юність» (Мінськ), ХК «Брест», «Німан» (Гродно).
У складі національної збірної Білорусі провів 3 матчі. У складі молодіжної збірної Білорусі учасник чемпіонату світу 2006 (дивізіон I) і 2007. У складі юніорської збірної Білорусі учасник чемпіонатів світу 2004 і 2005 (дивізіон I).